# Piedra de las Cabras
La Piedra de las Cabras (gallego : Pedra das Cabras ) es un petroglifo situado en un pinar cercano al pueblo de Figueirido (parroquia civil de Palmeira, municipio de Ribeira ), en la Comarca del Barbanza de Galicia. Está en un camino mejor accesible a pie.

## Descripción
Los motivos zoomorfos están grabados en la ladera de una gran roca solitaria y representan dos cabras. Cada animal tiene seis patas, lo que podría haber sido una elección deliberada para representar el movimiento de las figuras. Los grabados se han datado tentativamente en el Neolítico.

## Galería de imágenes
| Rock carving of two animals on a smooth boulder overgrown with lichen |
| Detalle del petroglifo                                                |

| Large stone in a pine forest |
| Vista general                |